# Euphrasia kingdon-wardii
Euphrasia kingdon-wardii là loài thực vật có hoa thuộc họ Cỏ chổi. Loài này được Pugsley mô tả khoa học đầu tiên năm 1936.